# Senso
Senso es una película italiana de 1954 dirigida por Luchino Visconti, con Alida Valli y Farley Granger como actores principales. 
La película es una adaptación del relato homónimo de Camillo Boito. La acción se desarrolla en Venecia en 1866, durante la ocupación austríaca. Visconti tenía en mente a Ingrid Bergman y Marlon Brando para los protagonistas, pero Ingrid Bergman estaba entonces casada con el director italiano Roberto Rossellini, que no le permitía trabajar para otros directores y los productores de la película no estaban convencidos acerca de Brando, que en esa época era una estrella de menor prestigio que Farley Granger. Además, Brando rechazo la oferta al saber que Bergman no iba a participar en el filme. Fue la primera película en color del director italiano.

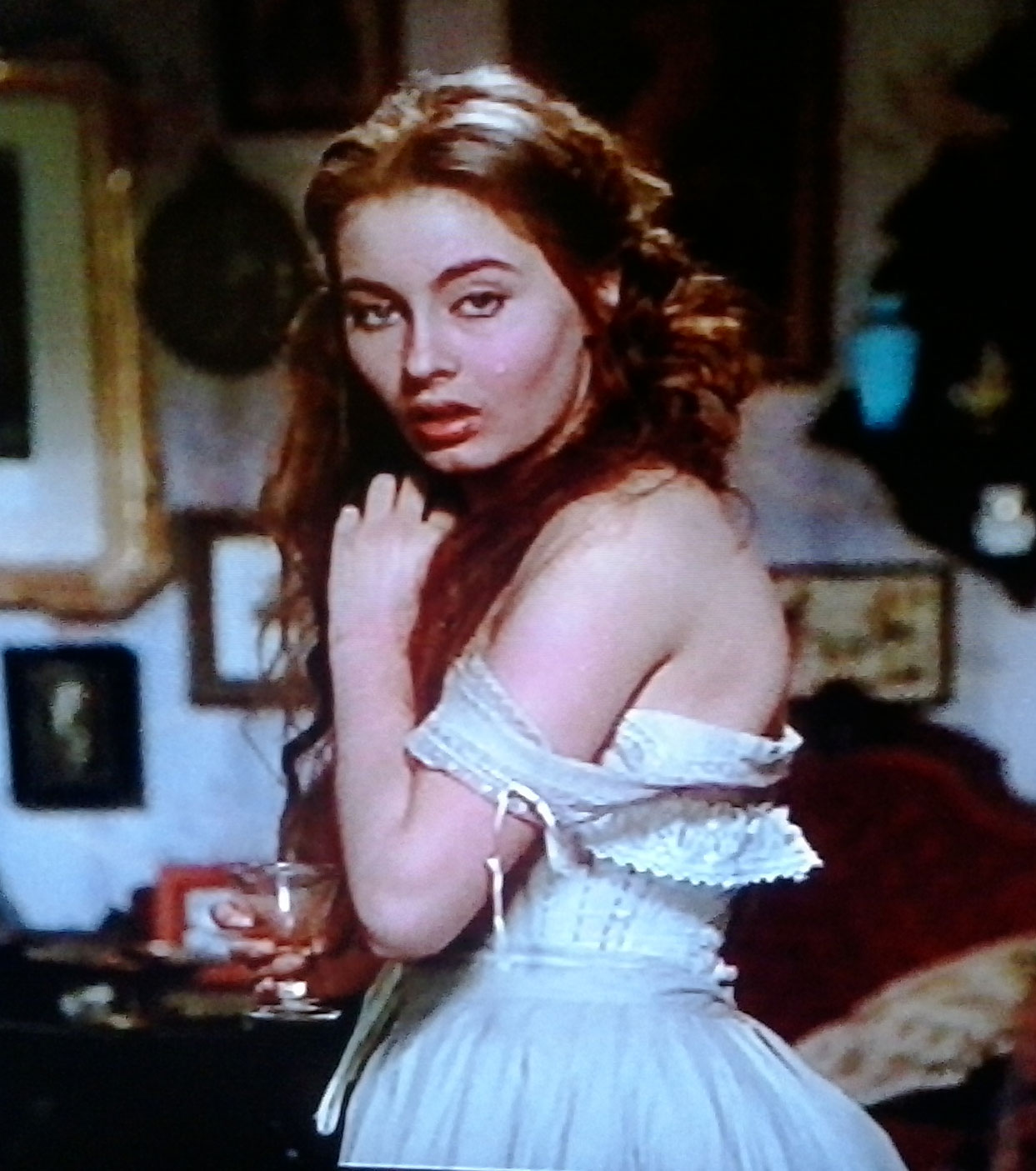
Marcella Mariani (1936 - 1955) en un fotograma de la película.